# Witte stinkmycena
De witte stinkmycena (Hemimycena candida) is een schimmel behorend tot de familie Mycenaceae. Hij leeft saprotroof op stengels van afgestorven grassen en op bladstrooisel in graslanden, struwelen en bossen in de duinen en in loofbossen op voedselrijke bodem.

## Kenmerken
Hoed
De hoed heeft een diameter van 8-20 mm. De vorm is gewelfd tot klokvormig, later breed uitspreidend. De kleur is waterig wit, bij ouderdom geelachtig.
Steel
De steel heeft een lengte van 2-4 cm en een dikte van 0,5-1,5 mm. 
Lamellen
De lamellen lopen af.
Geur en smaak
Het vlees is wit, breekbaar en dun. Het is een kleine mycena die naar chloor ruikt zodra je de hoed tussen je vingers fijnwrijft. 

### Microscopische kenmerken
De sporen zijn citroenvormig, glad, inamyloide en meten 5-7 × 3,5-4 µm. De basidia zijn 2- of 4-sporig. De pleurocystidia lopen aan twee kanten taps toe, bij ouderdom vaak langwerpig tot bijna draadvormig, hyaliene, glad en meten 33-58 × 7-12 µm. De Cheilocystidia zien er vergelijkbaar uit.

## Verspreiding
In Nederland komt de witte stinksteelmycena matig algemeen voor. Hij staat op de rode lijst in de categorie 'Kwetsbaar'.  